# Aleksandr Ménxikov
|  | No s'ha de confondre amb el seu net, l'almirall rus Aleksandr Serguéievitx Ménxikov. |

Aleksandr Danílovitx Ménxikov (en rus: Александр Данилович Меншиков, 16 de novembre de 1672 - 2 de novembre de 1729) fou un home polític i cap militar que es va fer conèixer sobretot en l'època del seu amic Pere el Gran. Fou també governador general de Sant Petersburg del 12 d'octubre de 1702 al maig de 1704 i de gener 1725 al 8 de setembre de 1727.

## El company de Pere I
Nascut a Moscou, de família pobra, era fill de pastisser, i ell mateix ho va ser a finals dels anys 1680. Des de la seva joventut, freqüenta assíduament el Barri alemany de la capital, on coneix François Lefort que el presenta al jove Pere I. Els dos homes es fan ràpidament amics i participen junts en festes homèriques. Pere el fa entrar en el Regiment Preobrajenski, que acaba de crear per fer-ne el seu guarda personal.

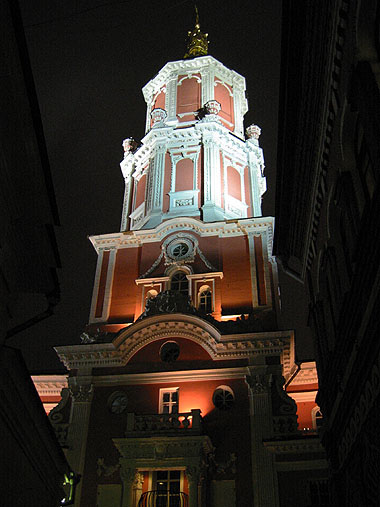
Torre Ménxikov a Moscou.

En 1689, Pere pren oficialment el poder que posa de seguida en mans de la seva mare Natàlia Naríxkina. Prefereix viure la seva vida de joventut moguda amb Ménxikov i altres companys de disbauxa: el ginebrí François Lefort, l'escocès Patrick Gordon, així com els russos Nikita Zotov, Fédor Romodanovski, Gabriel Golovkin, Fédor Golovin i Piotr Andreièvitx Tolstoi. Quan reprèn definitivament el poder, en 1694, esdevenen els seus col·laboradors més fidels i Ménxikov és el seu favorit.
Ràpidament, Ménxikov es distingeix per la seva ambició desmesurada, el seu gust pel luxe i la seva devoció envers el seu amo. Per arribar a assolir els seus objectius, no vacil·la a utilitzar la corrupció. Esdevé així extremadament ric.
En 1697, acompanya Pere i la seva Gran Ambaixada quan realitza el seu llarg viatge d'estudis i de coneixements a través d'Europa.

## El cap militar
En 1700, esclata la Gran Guerra del Nord amb Suècia, que durarà fins a 1721. Ménxikov s'hi llueix demostrant bones capacitats militars. Com Pere, no assisteix a la Batalla de Narva. En canvi, es distingeix en el moment de l'ofensiva russa a Íngria el 1702. És un dels comandants de les tropes que assetgen la fortalesa de Nöteborg, a tocar del llac Làdoga i del Riu Nevà. La presa d'aquest lloc, rebatejat com a Schlüsselburg, és important, ja que dona d'ara endavant accés a la mar Bàltica. A uns quants quilòmetres d'allà, el mateix any, Pere funda Sant Petersburg, futura capital.
En 1706, Ménxikov és al capdavant de l'exèrcit que venç els suecs a Kalisz, Polònia. Pere l'hi havia enviat per donar suport a August II contra Stanislas Leszczynski, que li havia arrabassat la corona de Polònia. Aquesta victòria no tindrà, tanmateix, continuació per a l'antic rei polonès.
En 1707, Ménxikov rep el comandament de les tropes cosaques. El 1709, Pere l'envia a Ucraïna per castigar-hi els cosacs descontents que, sota les ordres de l'ataman Ivan Mazepa, havien pres partit per Carles XII de Suècia. S'apodera de Baturin on fa massacrar tota la població. Després es dirigeix cap a Poltava on l'esperen Pere i els altres generals. En el moment de la batalla de Poltava, on el rei suec és esclafat, és ell qui comandat l'ala esquerra de l'exèrcit rus.
Un cop esdevé mariscal, les seves operacions prenen més d'importància. Conquereix la Curlàndia en 1710. En 1713, fa campanya a Pomerània. Al final de la guerra, la Mar Bàltica és russa des de Carèlia a Polònia.
Paral·lelament a les seves activitats militars, Pere li encarrega també altres funcions. Així, en 1718, és Ménxikov qui presideix la comissió d'investigació sobre les maquinacions d'Alexis Petròvitx, sospitós de traïció.

## El cap de govern

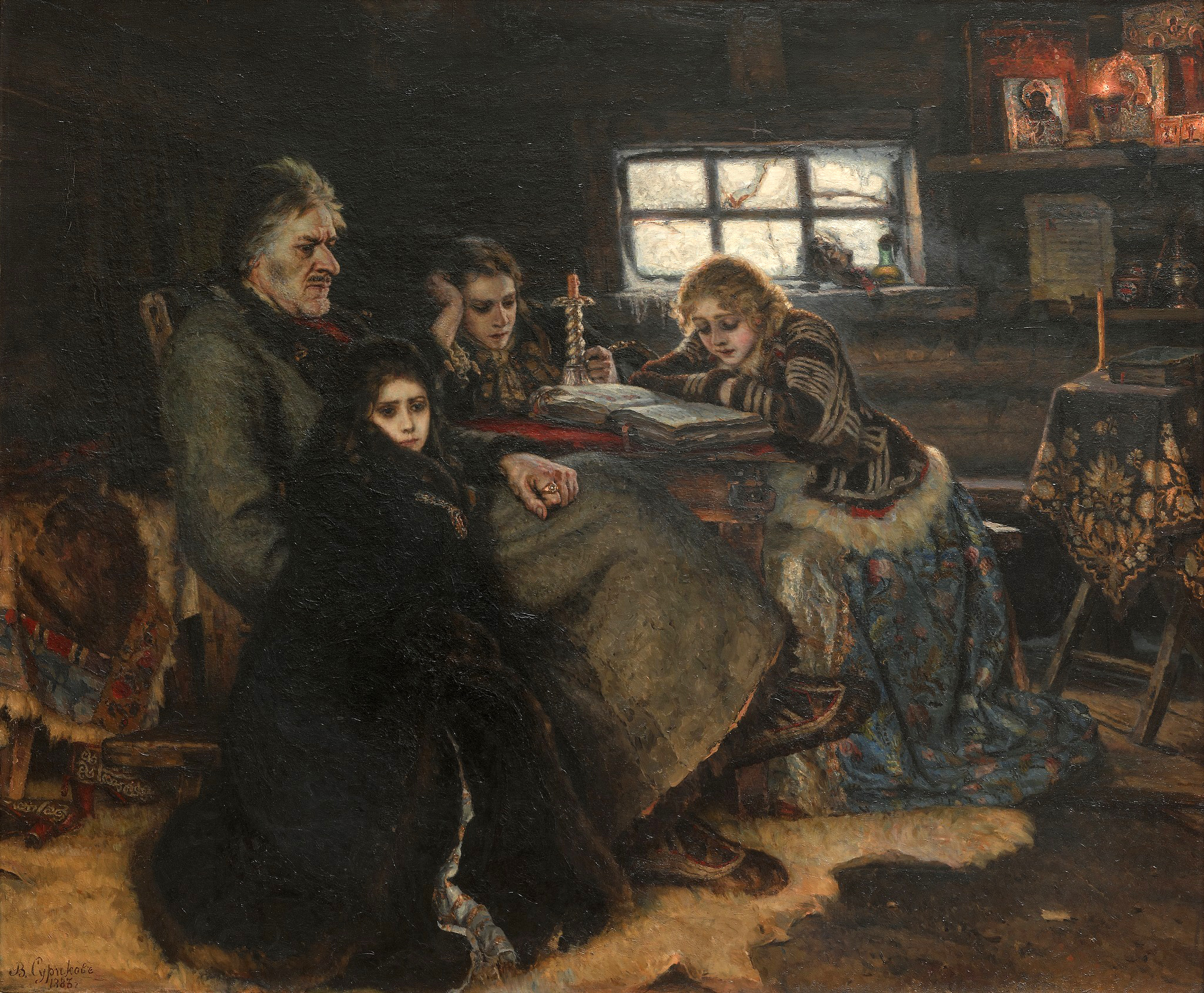
Ménxikov i la seva família exiliats a Beriózovo.

El gener de 1725, Pere I mor sense designar de successor. Ménxikov pren partit per la seva vídua Caterina, la seva antiga amant. És coronada emperadriu en part gràcies a ell. És en aquesta època que ostenta el poder més gran, ja que Caterina I de Rússia deixa en les seves mans la direcció del govern. Sota el seu consell, crea l'Alt consell secret. Presidit per Ménxikov i amb cinc altres membres més Apraxin, el comte Piotr Tolstoi, el príncep Dmitri Mikhàïlovitx Golitsin, el comte Gavriïl Golovkin i el baró Andrei Osterman), té prioritat sobre el Senat i el Sant Sínode per dirigir els destins de l'Estat.
Ménxikov preveu també assegurar el seu futur i el de la seva família. Convenç Caterina I de Rússia de designar Pere, fill d'Alexis Petròvitx, com a successor. Promet l'hereu amb la seva filla, Maria. Quan la tsarina mor al seu torn, en maig de 1727, és designat tutor del nou tsar Pere II de Rússia, que el designa generalíssim.
La seva arrogància serà la causa de la seva caiguda. El príncep Alexis Dolgoruki, nou membre de l'Alt consell secret, intriga a Pere II i aconsegueix persuadir-lo de la seva deshonestedat. El 20 de setembre, és arrestat i desposseït de tots els seus títols. Els seus béns li són confiscats. Després d'un curt procés, és deportat amb la seva dona i els seus nens a Beriózovo, Sibèria occidental. Hi mor en la pobresa el 2 de novembre de 1729.

## Bibliografia

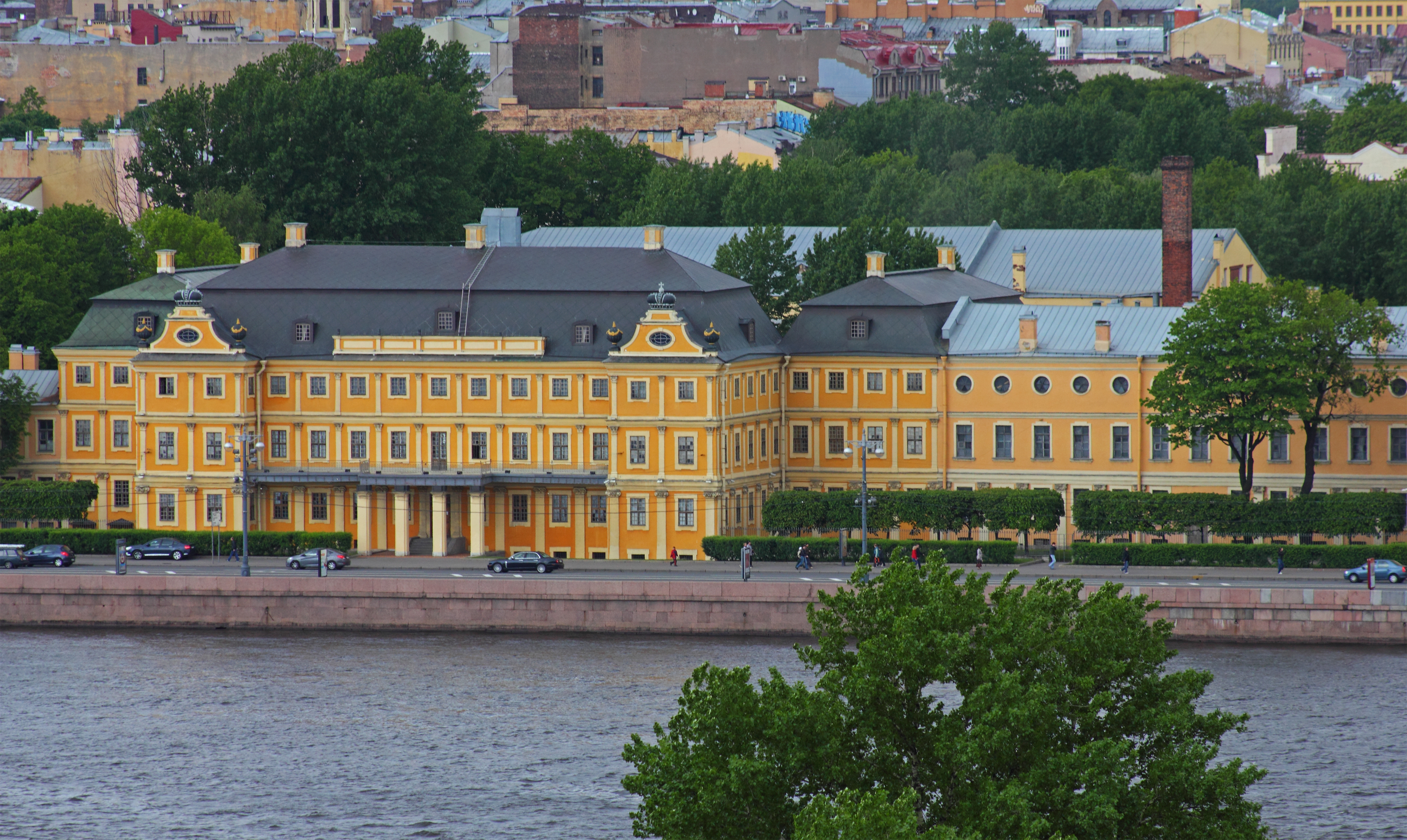
El Palau Ménxikov sobre les ribes del Nevà